# Karl Giskra mladší
Karl svobodný pán Giskra (22. února 1864, Brno – 24. října 1919, Gersau, Švýcarsko) byl rakousko-uherský diplomat. Jako jediný syn brněnského starosty a rakouského ministra vnitra Karla Giskry byl v roce 1891 povýšen do stavu svobodných pánů, mezitím vstoupil do diplomatických služeb a nakonec byl rakousko-uherským vyslancem v Nizozemí (1911–1917).

## Životopis
Pocházel z moravské rodiny německého původu, byl jediným synem významného politika Karla Giskry (1820–1879). Studoval práva ve Vídni a v roce 1887 začal pracovat na dolnorakouské finanční prokuratuře, již v roce 1889 přestoupil do diplomatických služeb. Po složení předepsaných zkoušek zastával řadu nižších postů v různých evropských metropolích (Bukurešť, Lisabon, Bělehrad, Bern, Berlín). V roce 1905 byl jmenován vyslaneckým radou ve Washingtonu, ještě téhož roku byl ve funkci vyslance přeložen do Chile (1905–1906; zde fungoval zároveň jako diplomatický zástupce pro Peru a Bolívii) se sídlem v Santiago de Chile. Následovala diplomatická mise v Mexiku (1906–1909), po návratu do Evropy byl vyslancem v Bulharsku (1909–1911) a nakonec v Nizozemí (1911–1917). Z Haagu byl odvolán ještě během první světové války ze zdravotních důvodů a zemřel nedlouho poté.
V roce 1898 se ve Švýcarsku oženil s Američankou Helene Kingovou a měl s ní jedinou dceru Helenu (1901–1948), provdanou za německého diplomata Wernera von Ow-Wachendorf.
Karlova sestra Elisabeth (1867–1935) byla čestnou dámou Ústavu šlechtičen ve Štýrském Hradci.

## Tituly a ocenění
Za otcovy zásluhy byl spolu s matkou a sestrou povýšen v roce 1891 do stavu svobodných pánů. Titul byl udělen v červenci 1891, příslušný diplom byl vystaven až o rok později 2. července 1892. Ve funkci vyslance v Nizozemí obdržel v roce 1914 titul c. k. tajného rady s nárokem na oslovení Excelence. Během působení v diplomatických službách získal několik vyznamenání v Rakousku-Uhersku i v zahraničí.

### Rakousko-Uhersko
- Řád železné koruny III. třídy (1895)
- Jubilejní pamětní medaile (1898)
- rytíř Řádu sv. Štěpána (1905)
- Řád železné koruny I. třídy (1917)

### Zahraničí
- Řád svatého Alexandra I. třídy (Bulharsko)
- komandér Řádu neposkvrněného početí Panny Marie z Vila Viçosa (Portugalsko)
- Řád pruské koruny II. třídy (Německo)
- Řád červené orlice III. třídy (Německo)
- komandér Řádu Jindřicha Lva (Brunšvicko)
- rytíř Řádu rumunské hvězdy (Rumunsko)
- Řád bílého orla IV. třídy (Srbsko)